# Bad Hair Day: The Videos
Bad Hair Day: The Videos è una pubblicazione in VHS di quattro video di "Weird Al" Yankovic pubblicato nel 1996.

## Tracce

### Video
1. Amish Paradise
2. Gump
3. Headline News
4. Money for Nothing/Beverly Hillbillies